# Keilbeinhöhle

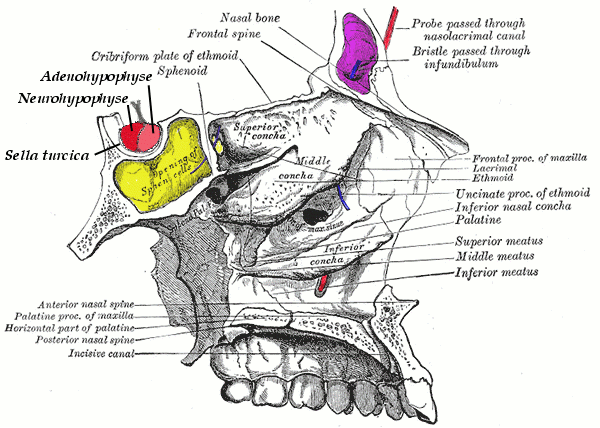
Nasennebenhöhlen (Mensch)
Keilbeinhöhle gelb

Die Keilbeinhöhle (Sinus sphenoidalis) ist eine kleine Nasennebenhöhle bei Säugetieren, die das Innere des Keilbeins (Os sphenoidale) pneumatisiert. Bei Schafen und Ziegen ist sie nicht ausgebildet, bei Raubtieren fehlt sie ebenfalls häufig. Bei Pferden ist sie mit der Gaumenhöhle zum Sinus sphenopalatinus verschmolzen. Ein Septum sinuum trennt den Sinus sphenoidalis der rechten und linken Seite voneinander. Beim Menschen drainiert die Keilbeinhöhle in den oberen Nasengang.
Erkrankungen der Keilbeinhöhlen sind eher selten. Am ehesten spielt die Keilbeinhöhle eine Rolle in der Neurochirurgie, weil man durch sie hindurch zur Gehirnbasis, insbesondere zur Hypophyse vordringen kann.

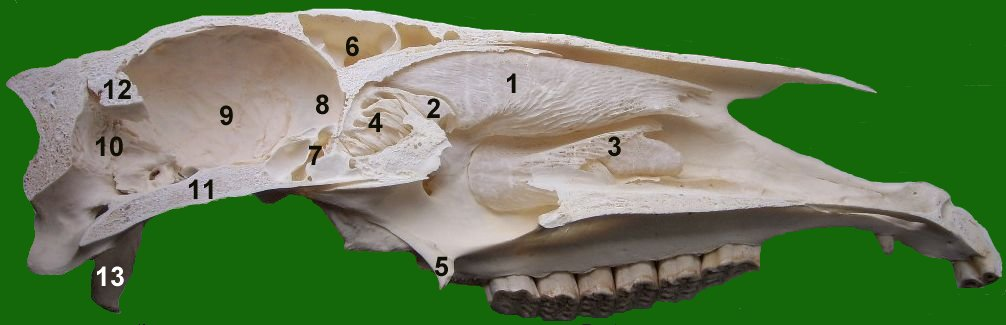
Sagittalschnitt durch einen Pferdeschädel. 7 = Keilbeinhöhle